# Stenenbrug (Lokeren)
Stenenbrug is een gehucht in Eksaarde, een deelgemeente van de Belgische stad Lokeren.

## Geschiedenis
Stenenbrug ontstond als een nederzetting, hoofdzakelijk bestaande uit woonhuizen, bij een voormalig veer over de Durme of Zuidlede. Later werd op deze locatie een brug gebouwd, wat het gehucht haar naam opleverde. Deze naam is terug te vinden op oude kaarten, waaronder de "Steenbrug" op de Atlas der Buurtwegen, "Steene Brugge" op de Popp-kaart en "Steenebrug" op de Vandermaelenkaart.
In 1969 werd vlak naast het gehucht het provinciaal domein Puyenbroeck geopend, ten westen van Stenenbrug.

## Ligging
Stenenbrug bevindt zich in het uiterste noordwesten van Lokeren, nabij de grens met Wachtebeke en Moerbeke. Het gehucht ligt tussen Zaffelare en Eksaarde.

Deelgemeenten: Daknam · Eksaarde · Lokeren · Moerbeke

Dorpen: Doorslaar · Heiende · Koewacht · Kruisstraat · Oudenbos

Gehuchten: Brandbezen · Bautschoot · Briel · Calaigne · Caudenborm · De Katte · Den Oever · Duivekeet · Eksaardedam · Everslaar · Fortuine · Ganzendries · Lammeken · Heydensveer · Hillare · Hul · Keerken · Keersmakers · Molenhoek · Molsbergen · Naastveld ·  Nieuwpoort · Oosteindeke · Pereboom · Rijssel · Rode Sluis · Scheepken · Staakte · Stenenbrug · Terwest · Turfakkers · Veldeken · Vogelzang · Vossel · Werkstede · Westhoek · Zeveneekskens · Zwarte Sluis

Wijken: Bergendries · Bokslaar · Bloemenwijk · De Kop · Flamigantenwijk · Ledehof · Heirbrug · Lokeren-Zuid · Puttenen · Rozen · Schrijverswijk · Spoele · Stationswijk · Vogelkwijk

Buurten: Kouter · Oude Brug · 't Zand

Belgische gemeenten · Arrondissement Sint-Niklaas · Oost-Vlaanderen · Vlaanderen